# Valeri Sjalimov
Valeri Sjalimov (Oekraïens: Валерій Шалімов) (1960) is een Oekraïense schaker met een FIDE-rating van 2426 in 2006, in 2015 was zijn rating 2417. Hij is een internationaal meester. 
- Van 16 t/m 26 oktober 2005 speelde hij mee in het Femida 2005 schaaktoernooi dat in Charkov verspeeld werd en dat met 7.5 uit 11 gewonnen werd door Georgy Arzumanian. Sjalimov eindigde met 6.5 punt op de derde plaats.